# Брюсова Надія Яківна
Брю́сова Надія Яківна (19 листопада 1881, Москва — 28 червня 1951, Москва) — музикознавчиня, педагогиня, громадська діячка. Професорка Московської консерваторії. Сестра поета Валерія Брюсова.

## Біографічні відомості
Навчалася в А. І. Губерта та В. І. Сафонова. У 1904 закінчила Московську консерваторію як піаністка з класу К. Н. Ігумнова). Теоретичні дисципліни засвоїла у С. І. Танєєва, М. М. Іпполитова-Іванова, а історію церковного співу — у С. В. Смоленського. Надалі — учениця та послідовниця Б. Л. Яворського.
У 1905—1906 рр. викладала в Музичному училищі Ярославського відділення ІРМО.
У 1907—1916 рр. викладала в Народній консерваторії в Москві.
У 1916—1919 — викладачка музики в Університеті ім. А. Л. Шанявського.
У 1918—1921 — завідувачка підвідділом загальної музичної освіти музичного відділу Наркомпроса.
У 1918—1922 — проректорка з навчальної частини Академії соціального виховання.
У 1922—1929 — завідувачка музичними ВНЗ (секція музичної освіти), відділом художньої освіти Главпрофобра.
У 1921—1943 — викладачка Московської консерваторії (з 1923 — професорка, в 1922—1928 — проректорка з навчальної частини, в 1924—1927 — деканка педагогічного факультету, в 1933—1939 — наукова співробітниця, в 1939—1941 — завідувачка кабінетом з вивчення музичної творчості народів СРСР, в 1941—1943 — завідувачка кафедрою музичного фольклору).
У 1929—1932 — членка ВАПМ (Всеросійської асоціації пролетарських музикантів).
У 1930 — відповідальна редакторка журналу «За пролетарську музику», в 1931 — журналу «Заочне музичне навчання», в 1934—1937 — редакторка музичного розділу журналу «Колгоспний театр» (пізніше під назвою «Народна творчість»).
У 1935—1938 брала участь у фольклорних експедиціях (у Московській області, Карелії, на Уралі, в Курській області).
Від 1938 — членка ВКП (б).
У 1948—1950 — відповідальний секретар редакції журналу «Радянська музика».

## Нагороди і звання
- Заслужений діяч мистецтв РРФСР (1950).

## Опубліковані роботи

### Книги
- Наука о музыке, ее исторические пути и современное состояние. — М., 1910.
- Временное и пространственное строение формы. — М., 1911.
- Задачи народного музыкального образования. — М., 1919.
- Вопросы профессионального музыкального образования. — Л., 1929.
- Как учить и учиться музыкальной грамоте. — М., 1931, 1932.
- Музыкальная грамота. — М., 1937.
- Гармония. — М., 1938.
- Русская народная песня в русской классической музыке. — М.-Л., 1948.
- Владимир Захаров. — М.-Л., 1949.

### Статті
- О ритмических формах музыки Скрябина // Труды и дни. — 1916 — Тетр. 8.
- Музыкальное творчество С. И. Танеева // Музыкальный современник. — 1916. — Кн. 8.
- О народных хорах // Музыка. — 1916. — № 254.
- Два пути музыкальной мысли. Шопен и Скрябин // Мелос. Кн. 1 — СПб., 1917.
- По ту сторону Скрябина // К новым берегам. — 1923. — № 2.
- Бетховен и современность // Русская книга о Бетховене. — М. — 1927.
- Музыка в творчестве Валерия Брюсова // Искусство. — 1929. — № 3-4.
- Болеслав Леопольдович Яворский // Б. Яворский. — Ч. 1. Воспоминания, статьи и письма. — М., 1964.